# Adrianna Luna
Pour les articles homonymes, voir Luna.
Adrianna Luna, née le 11 mai 1984 à Los Angeles en Californie, est une actrice pornographique américaine.

## Biographie
Luna a des origines mexicaines et philippines.
Elle est la Penthouse Pet of the Month du mois de novembre 2012.
En mars 2013, elle réalise une tournée aux États-Unis où elle se produit en dansant dans des clubs. Elle fait de même à Sacramento en octobre 2015.
Elle est apparue sur Spice Radio.

## Distinctions
Vainqueur
- 2012 NightMoves Award - Best New Starlet – Fan’s Choice[5]
- 2012 Rogreviews' Critics Choice Awards : Best Newbie[6]

## Filmographie sélective
- 2011 : Spin the Bottle
- 2012 : Women Seeking Women 89
- 2013 : Lesbians Love Strap-Ons 2
- 2013 : Yoga Girls
- 2014 : Lingerie 3
- 2015 : We Live Together.com 36
- 2016 : Love Love
- 2017 : POV with the Hottest Wife Materials
- 2018 : Pretty Pussy Party (compilation)